# Sputiamo su Hegel
Sputiamo su Hegel è un saggio di Carla Lonzi del 1970, risultato del lavoro all'interno del collettivo femminista "Rivolta Femminile". Il libro segna la presa di coscienza della scrittrice riguardo alla condizione della donna nel mondo. Lei stessa chiarisce che non bisogna prendere questi scritti come dei punti fermi, ma unicamente come un punto d'inizio della sua filosofia, che ha voluto contestare e prendere le distanze dalla società, dominata dal modello maschile.

## Contenuti
Nella prima parte del libro l'autrice si rende conto dell'assenza della donna dalla storia e di come sia stata sempre definita in rapporto all'uomo. Numerosi teorici e filosofi hanno teorizzato la sua inferiorità. L'oppressione della donna, secondo Carla Lonzi, non ha inizio con il capitalismo, ma molto prima.
Oggetto di aspra critica è il filosofo tedesco Hegel e la sua teoria sull'esistenza di un principio divino femminile, che presiede alla famiglia, e un principio umano virile, che presiede alla comunità. Hegel riconosce nelle donne una passività "per natura", che Carla Lonzi rifiuta. Nell'interpretazione hegeliana della storia, inoltre, non c'è posto per la donna, alla quale non è concesso superare lo stadio di soggettività e acquisire lo stato di cittadino.
Seppur considerato rivoluzionario, secondo la sua visione anche il marxismo - visto in quegli anni come l'unica alternativa possibile per costruire una società più equa - ha ignorato la donna come oppressa e nello stesso tempo ha ignorato le sue possibilità rivoluzionarie; per questo motivo, lo inscrive comunque all'interno del sistema patriarcale o, in ogni caso, ne critica la mancata presa di posizione nei confronti dell'oppressione maschile sulle donne. Per Marx ed Engels la liberazione della donna viene da sé con la liberazione dalla proprietà privata. La scrittrice osserva, invece, come la socializzazione dei mezzi di produzione non abbia scalfito affatto l'istituto familiare tradizionale, ma lo abbia, al contrario, rafforzato. Rifiuta, altresì, la "comunanza delle donne" teorizzata da Marx. Per lei l'abolizione della famiglia non si configura mediante l'utilizzo della donna come strumento, ma come sua liberazione. Tale dissoluzione dell'Istituto familiare dovrà essere effettuato dalle donne stesse.
A Freud, invece, l'autrice contesta la tesi secondo la quale le ragazze provino invidia per il pene. La sessualità e il sesso femminile sono ignorate: esse sono sempre viste non come il rapporto fra due sessi, ma fra un sesso e la sua privazione.
Carla Lonzi, pertanto, trova che la donna non debba percorrere un movimento d'emancipazione interno al patriarcato, perché ciò significherebbe adeguarsi agli schemi logici imposti dal potere maschile, bensì seguire un percorso differente, rifiutando l'aut-aut, la dialettica proposta invece da altri filosofi. In questo modo Lonzi si avvicina al pensiero anarchico, teorizzato già in modo embrionale da Max Stirner, il quale auspicava una rivoluzione più che una ribellione interna agli schemi di potere della società contemporanea.
Oltre a criticare dal punto di vista filosofico l'interpretazione patriarcale del mondo, Carla Lonzi dedica un saggio sull'orgasmo femminile e sui miti diffusi su di esso: La donna clitoridea e la donna vaginale. In esso afferma che nella donna il piacere e la riproduzione sono comunicanti, ma non coincidono e che è necessario ribadire la centralità della clitoride nei rapporti sessuali. In questo modo si potrà arrivare ad una liberazione, anche sessuale, per la donna, liberandosi dell'idea della sua sessualità come necessariamente passiva. Ciò era stato evidenziato non solo da Carla Lonzi, ma anche da Anne Koedt ne Il mito dell'orgasmo vaginale, in cui ha ripreso le idee di Alfred Kinsey per combattere il mito della frigidità femminile.

## Edizioni
La prima edizione è stata stampata dalla casa editrice Rivolta Femminile nel 1970; una seconda edizione presso la stessa casa è del 1974 e comprende anche La donna clitoridea e la donna vaginale e altri scritti.
In Internet Archive è disponibile l'edizione integrale del 1974.